# Zabieg Pateya
Zabieg Pateya (ang. Patey mastectomy, modified radical mastectomy; łac. mastectomia modo Patey) – zabieg usunięcia gruczołu sutkowego wraz z wycięciem węzłów pachowych po tej samej stronie, z zachowaniem mięśnia piersiowego większego i mięśnia piersiowego mniejszego. Mięsień piersiowy mniejszy ulega przecięciu w celu lepszego dostępu do leżących pod nim węzłów chłonnych.